# 張季鸞
張 季鸞（ちょう きらん、1888年3月20日 - 1941年9月6日）は、中華民国のジャーナリスト・革命家・政治家。名は熾章だが、字の季鸞の方が著名である。新聞『大公報』の論説を担当した編集者・記者として知られる。祖籍は当初陝西省綏徳州米脂県、後に祖父が軍に加わって移住した先の同省楡林府楡林県が原籍となった。出身地は進士となった祖父の任官地である山東省。

## 事跡

### 革命派としての活動
13歳のときに楡林に戻り、学者の劉古愚の下で学ぶ。幼い頃から張季鸞はその文才を周囲に高く評価されていた。1903年（光緒29年）、三原宏道学堂に進学し、于右任が同学となる。
1905年（光緒31年）、日本に留学し、経緯学堂を経て東京第一高等学校（後の早稲田大学）に入学、政治・経済を学んだ。また、このときに胡政之と知り合い、さらに中国同盟会にも加入した。あわせて雑誌『夏声』を創刊し、革命派の宣伝に努めている。1908年（光緒34年）に帰国して関中学堂で教鞭をとり、1910年（宣統2年）には于右任の招聘に応じて、上海で『民立報』の編輯・記者となった。
1912年（民国元年）1月に中華民国臨時政府が南京に成立すると、張季鸞は孫文（孫中山）により総統府秘書に起用され、文書立案を担当した。孫文が臨時大総統から退くと、張季鸞は北京に移り、『京津民立報』を立ち上げてその総編輯となり、上海の『民立報』と連携している。1913年（民国2年）3月、宋教仁が暗殺されると、張季鸞は袁世凱をその主犯として糾弾する論評を掲げたため、当局に逮捕されてしまう。

### 反北京政府の言論活動
3カ月後に釈放されると、張季鸞は上海に移り雑誌『雅言』を創刊した。さらに、胡政之と協力して『大共和報』を創刊し、張季鸞は国際版の主編として国際問題への論評を執筆した。あわせて上海中国公学で教授となり、西洋史を開講している。同年秋、黄興支持派が結成した欧事研究会に加入した。1915年（民国4年）には『民信日報』も創刊し、ここで袁世凱の皇帝即位を非難する論評を次々と発表し、世論に働きかけている。翌1916年（民国5年）6月に袁世凱が死去したことに伴い、張季鸞は『民信日報』を北京の『中華新報』に吸収合併させ、また、上海『新聞報』の駐北京記者も兼任した。
1918年（民国7年）9月、『中華新報』を含む北京各紙は段祺瑞の西原借款について批判的記事を一斉に掲載した。これに怒った段祺瑞は北京各紙を次々と強制閉鎖させ、さらに張季鸞は逮捕されてしまっている。まもなく釈放されると、張季鸞は上海に『中華新報』を移して活動を続けたが、資金難から1924年（民国13年）に廃刊に追い込まれた。

### 大公報の再建
同年8月、張季鸞は胡政之・呉鼎昌とともに再起を図り、上海で『国聞周報』を創刊した。3人はさらに、1925年（民国14年）11月をもって事実上休眠状態にあった『大公報』の再建にも乗り出している。翌1926年（民国15年）9月、『大公報』改組とともに張季鸞が総編輯兼副経理に就任して、論説の多くを担当した。3人の活動により『国聞周報』・『大公報』は国内で高い評価を得、売上げも大きく伸びている。
満州事変（九・一八事変）前後に抗日の世論が高まってくると、張季鸞・胡政之は『大公報』において「科学救国」・「実業救国」のスローガンを掲げる。この姿勢については、当初は蔣介石への阿りや決定的な抗日の回避と見られ、世論からの評価は高くなく、さらに爆弾テロにまで遭うほどであった。しかし実態としては、『大公報』は華北における農村の困窮実態などを着実に報道するなど、抗日世論形勢への貢献は小さなものではなかった。さらに、日本側の圧力に直面することで、張季鸞も胡政之も日本への反感を高め、次第に積極的な抗日論陣を張るようになっていく。
1936年（民国25年）4月、華北への日本軍の圧力が高まってきたため、張季鸞・胡政之は上海へ『大公報』と『国聞周報』を移転させた。翌1937年（民国26年）11月、上海が日本軍によって陥落させられると、胡政之は香港へ、張季鸞は武漢へそれぞれ拠点を移して活動を継続した。武漢が陥落すると、張季鸞はさらに重慶へ逃れ、重慶『大公報』を刊行している。また、張季鸞は国民参政会参政員にもなった。張季鸞は「国家中心論」を唱えて蔣介石を積極的に支持し、中国共産党や八路軍に対しては反対・非難を示している。
1941年（民国30年）9月6日、重慶にて肺病のため病没。享年54（満53歳）。